# 瑪高莎·貝拉
瑪高莎·貝拉（波蘭語：Małgosia Bela；1977年6月6日—），波蘭超級名模。她是高級時裝品牌：Versace、Louis Vuitton及Chloé的代言人。瑪高莎上過LOVE、Muse、i-D、V、Numèro及VOGUE等雜誌封面或內頁，也有參與Givenchy、Balenciaga及Miu Miu等著名時裝及奢侈品的時裝展。瑪高莎目前排名Models.com的Industry Icons。